# Lamatura

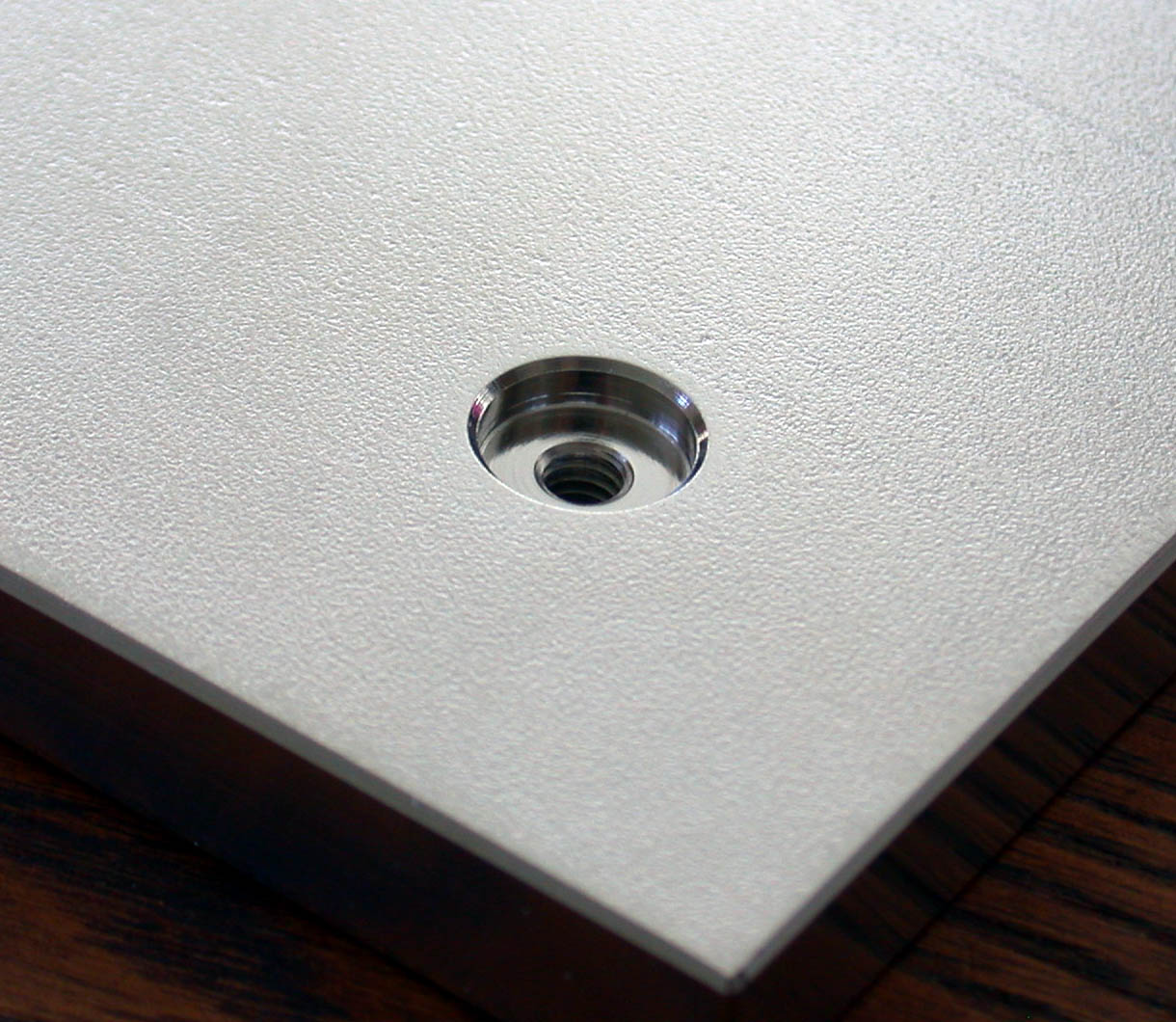
Una lamatura in una piastra metallica.

La lamatura (simbolo ⌴) è un tipo di lavorazione dei metalli che consiste nel realizzare un foro cilindrico col fondo piatto, attorno ad altro foro coassiale preesistente.
La svasatura si differenzia invece per avere un allargamento del foro conico, anziché cilindrico.

## Descrizione
Sono create tramite appositi utensili, e vengono usate solitamente quando la testa di un elemento di fissaggio non deve sporgere dalla superficie del pezzo, oppure per creare una sede perpendicolare per una vite a testa cilindrica su un bordo non perpendicolare al foro. 
Lamatura e svasatura sono entrambe lavorazioni meccaniche per creare sedi per le teste delle viti, tali che, quando la vite è fissata nel foro, la testa possa baciare tutta la superficie di alloggio dell'inserto.

È inoltre una tecnica di sgrossatura, levigatura di una superficie in particolare dei parquet e dei parquet laminati.

## Utensili utilizzati

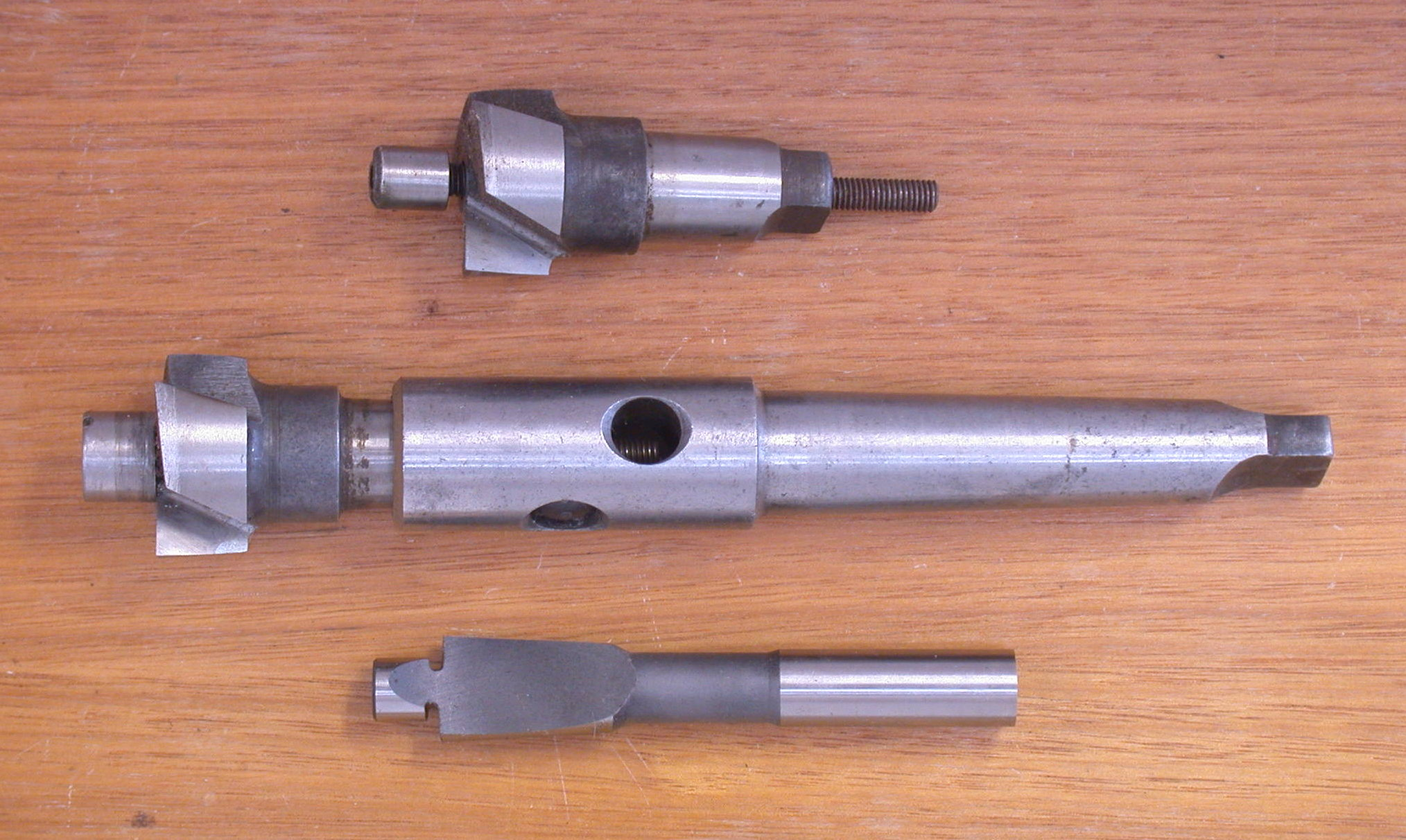
Due tipi di utensili lamatori

I lamatori sono creati con dimensioni standard per viti di vario diametro, oppure sono prodotti in dimensioni non correlate alle dimensioni standard delle viti. In entrambi i casi è presente un "pilota", una punta del diametro della vite di fissaggio, essenziale nell'assicurare la coassialità.
- Nel primo tipo il pilota è un tutt'uno con l'utensile e permette di centrare la lamatura su fori di un solo diametro.
- Nel secondo caso il lamatore può accogliere piloti di vario diametro, potendo effettuare lamature con lo stesso diametro su fori di viti di diametro diverso. L'importanza del pilota si riduce ovviamente nelle lavorazioni a macchina, in quanto la rigidità e la precisione nel posizionamento sono intrinseche, ancor di più nel caso di lavorazioni a controllo numerico.